# Abegesta reluctalis
Abegesta reluctalis là một loài bướm đêm thuộc họ Crambidae. Loài này được George Duryea Hulst mô tả lần đầu năm 1886. Loài này được tìm thấy ở Bắc Mỹ, được ghi nhận tại Arizona, California, Maryland và New Mexico.
Sải cánh của loài này khoảng 15–16 mm. Con trưởng thành mọc cánh từ tháng 6 đến tháng 9.